# Pokojec
Pokojec is een plaats in de gemeente Budinščina in de Kroatische provincie Krapina-Zagorje. De plaats telt 12 inwoners (2001).